# Tetsu Iida
Tetsu Iida (飯田 鉄, Iida Tetsu, né en  1948) est un photographe japonais, lauréat de l'édition 1987 du prix de la Société de photographie du Japon dans la catégorie « espoirs ».